# Ernst Friedrich von Troschke
Ernst Friedrich Freiherr von Troschke (* 18. Oktober 1741 in Kemnath; † 19. September 1809 in Berlin) war ein preußischer Generalmajor.

## Leben

### Herkunft
Ernst Friedrich war der Sohn von Otto Abraham von Troschke (* 11. Mai 1690 in Langmeil; † 22. Dezember 1749 in Neu-Lagow), Herr auf Neu-Lagow, und dessen Ehefrau Luise, geborene von Winning (* 12. Oktober 1701 in Walwitz; † 19. April 1774 in Neu-Lagow) aus dem Hause Walwitz.

### Militärkarriere
Troschke war ab 26. August 1756 Kadett in Berlin und wurde dann am 25. Mai 1757 als Gefreiterkorporal im Infanterieregiment „Graf Schwerin“ der Preußischen Armee angestellt. Mit dem Regiment nahm er während des Siebenjährigen Krieges an den Schlachten bei Kolin, Breslau, Liegnitz, Torgau sowie dem Gefecht bei Kammin und der Belagerung von Schweidnitz teil. Zwischenzeitlich war Troschke am 29. September 1759 Fähnrich sowie am 4. Dezember 1760 Sekondeleutnant geworden. Als Stabskapitän nahm Troschke am Feldzug 1778/79 teil und stieg mit der Beförderung zum Kapitän am 24. Mai 1782 zum Kompaniechef in seinem Regiment auf. Ende Mai 1790 wurde er Major und führte sein Regiment dann 1794 im Feldzug in Polen während der Belagerung von Warschau. Für seine Leistungen während des Gefechts bei Kamion erhielt Troschke am 23. Januar 1795 den Orden Pour le Mérite. Drei Jahre später folgte seine Beförderung zum Oberstleutnant und am 16. November 1799 wurde Troschke schließlich zum Regimentskommandeur ernannt. In dieser Stellung wurde er am 25. Mai 1800 Oberst.
Aufgrund seines schlechten Gesundheitszustandes dimittierte Troschke am 20. Dezember 1804 mit einer Pension von 600 Talern. Neun Tage später erhielt er den Charakter als Generalmajor sowie die Berechtigung zum Tragen seiner bisherigen Regimentsuniform.
Troschka war Herr auf Tammendorf und Klebow. Nach seinem Tod wurde er am 19. September 1809 auf dem Garnisonfriedhof beigesetzt.

### Familie
Troschke war drei Mal verheiratet. Am 13. Juli 1773 heiratete er in Thiemendorf Charlotte Helene Gottliebe von Oppell (* 8. September 1747 in Thiemendorf; † 29. April 1777 in Frankfurt (Oder)). Nach ihrem Tod ehelichte er am 3. Februar 1778 Karoline Sophie Henriette von Oppell (* 27. Juli 1756 in Thiemendorf; † 20. Mai 1803 in Frankfurt (Oder)) die Schwester seiner ersten Frau. Als auch sie verstorben war, heiratete Troschke am 17. September 1805 Juliane Henriette Wilhelmine, Witwe des Rittmeisters Friedrich von Pape, geborene von Luck (* 6. März 1771 in Müncheberg; † 30. Mai 1826 in Berlin). Aus den Ehen gingen folgende Kinder hervor:
- August (* 1774)
- Karl Friedrich (* 14. Juni 1775 in Frankfurt (Oder))
- Ernst Maximilian (1780–1847), preußischer Generalleutnant

⚭ 19. Oktober 1804 Charlotte Helene Friederike von Sydow (* 22. März 1782; † 24. Dezember 1821)
⚭ 8. Mai 1823 Caroline Albertine Dorothea Franziska von Bonin (* 27. Juli 1788; † 18. Mai 1854)
- Juliane Charlotte (* 5. April 1781 in Frankfurt (Oder); † 20. Januar 1833) ⚭ 1805 Bernhard Johann von Arnim (* 1761; † 15. Februar 1843), Major a. D., Herr auf Fülgendorf[3]
- Friedrich Wilhelm (* 7. Oktober 1782 in Frankfurt (Oder); † 2. Dezember 1800), preußischer Sekondeleutnant
- Leopold Karl (* 30. März 1784 in Frankfurt (Oder))
- Philipine Henriette (* 4. Mai 1786 in Frankfurt (Oder))
- Karl Heinrich (* 6. Juli 1787 in Frankfurt (Oder))
- Leopoldine Wilhelmine (* 21. Oktober 1789 in Frankfurt (Oder); † 1833) ⚭ Friedrich Erdmann von Hamilton, preußischer Rittmeister
- Heinrich Friedrich (* 10. September 1790 in Frankfurt (Oder); † 1829), preußischer Kapitän
- Karl August Wilhelm Theodor (1810–1876), preußischer Generalleutnant und Militärschriftsteller ⚭ 1843 Laura Krause (1825–1894)